# Вельонча
Вельонча (пол. Wielącza) — село в Польщі, у гміні Щебрешин Замойського повіту Люблінського воєводства. Населення — 653 особи (2011).

## Історія
За офіційним переписом населення Польщі 10 вересня 1921 року в селі налічувалося 249 будинків та 1599 мешканців, з них 1591 римо-католиків, 7 православних і 1 греко-католик; 1594 поляків, 3 росіяни і 2 українці. На сусідній однойменній колонії було 7 домів та 45 жителів, з них 33 православних і 12 римо-католиків; 42 поляки і 3 українці.
У 1975—1998 роках село належало до Замойського воєводства.

## Демографія
Демографічна структура станом на 31 березня 2011 року:
|          | Загалом | Допрацездатний вік | Працездатний вік | Постпрацездатний вік |
| -------- | ------- | ------------------ | ---------------- | -------------------- |
| Чоловіки | 314     | 48                 | 232              | 34                   |
| Жінки    | 339     | 64                 | 194              | 81                   |
| Разом    | 653     | 112                | 426              | 115                  |